# VCAM-1
VCAM-1 (CD106, англ. Vascular cell adhesion molecule 1, «васкулярная молекула клеточной адгезии 1») — белок, входящий в суперсемейство иммуноглобулинов, играющий значительную роль в иммунной системе человека. VCAM-1 участвует в адгезии лейкоцитов и эндотелиальных клеток, передаче сигналов, может иметь отношение к развитию атеросклероза и ревматоидного артрита. Описаны два транскрипта гена, порождаемые альтернативным сплайсингом и производящие две изоформы белка.
Ингибирование взаимодействия между VCAM-1 и интегрином α4β1 используется в качестве терапевтической стратегии при рассеянном склерозе и является одним из механизмов действия натализумаба.